# Gare de Saint-Maurice-de-Beynost
La gare de Saint-Maurice-de-Beynost est une gare ferroviaire française de la Ligne de Lyon-Perrache à Genève (frontière). Elle est située rue de la Gare, sur le territoire de la commune de Saint-Maurice-de-Beynost dans le département de l'Ain en région Auvergne-Rhône-Alpes.
C'est une halte voyageurs de la Société nationale des chemins de fer français (SNCF), desservie par des trains TER Auvergne-Rhône-Alpes.

## Situation ferroviaire
Établie à 178 mètres, la gare de Saint-Maurice-de-Beynost est située au point kilométrique (PK) 18,501 de la ligne de Lyon-Perrache à Genève (frontière) entre les gares de Miribel et de Beynost,.

## Histoire
La section de ligne, entre Lyon et Ambérieu, ouverte le 23 juin 1856 débute sur la rive droite à la gare de Lyon-Saint-Clair, car le pont sur le Rhône n'est pas terminé, la ligne longe le fleuve jusqu'à la gare de Miribel, puis s'éloigne du fleuve et rejoint la gare de Montluel.

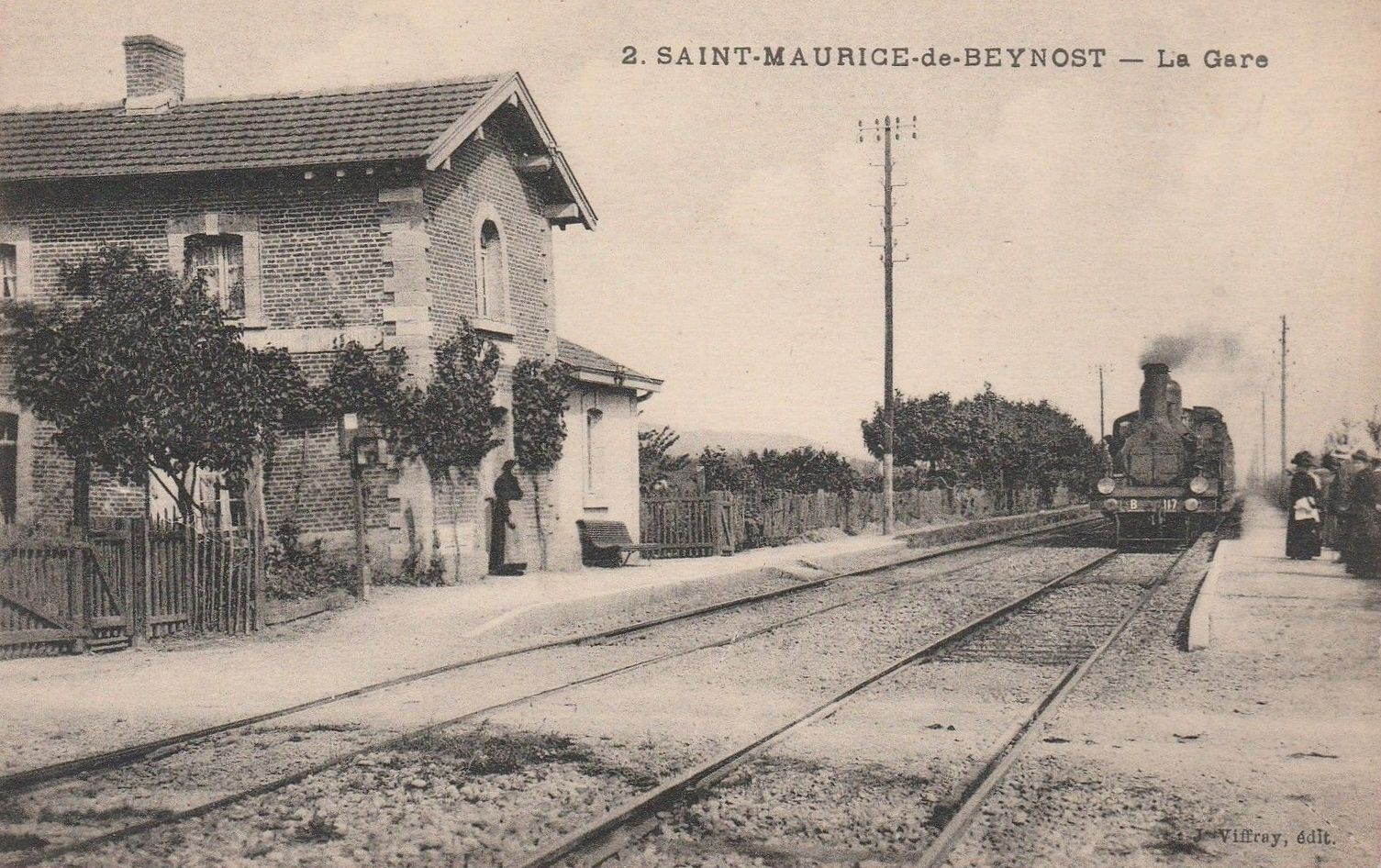
La gare vers 1900.

La halte de Saint-Maurice-de-Beynost avec comme bâtiment une maison de garde-barrière, n'est ouverte que plus tard.
En 2005, comme conséquence du projet d'amélioration du réseau express de l'aire métropolitaine lyonnaise, un parking associé à la gare a été construit.

## Fréquentation
Selon les estimations de la SNCF, la fréquentation annuelle de la gare s'élève aux nombres indiqués dans le tableau ci-dessous.
| Année               | 2024    | 2023    | 2022    | 2021    | 2020    | 2019    | 2018    | 2017    | 2016    | 2015    |
| ------------------- | ------- | ------- | ------- | ------- | ------- | ------- | ------- | ------- | ------- | ------- |
| Nombre de voyageurs | 246 556 | 232 748 | 208 733 | 153 652 | 123 255 | 198 063 | 178 954 | 183 626 | 157 458 | 140 685 |

## Service des voyageurs

### Accueil
Halte SNCF, c'est un point d'arrêt non géré (PANG) à entrée libre, elle dispose, d'un distributeur automatique de titres de transport TER.

### Desserte
Saint-Maurice-de-Beynost est desservie par des trains TER Auvergne-Rhône-Alpes de la ligne 35, circulant entre la gare de Lyon-Part-Dieu, ou Saint-Étienne-Châteaucreux, et la gare d'Ambérieu-en-Bugey. Des correspondances sont possibles, en gare d'Ambérieu-en-Bugey, vers Culoz, Genève-Cornavin, Évian-les-Bains, Annecy et Saint-Gervais-les-Bains-Le Fayet.

Installations et desserte
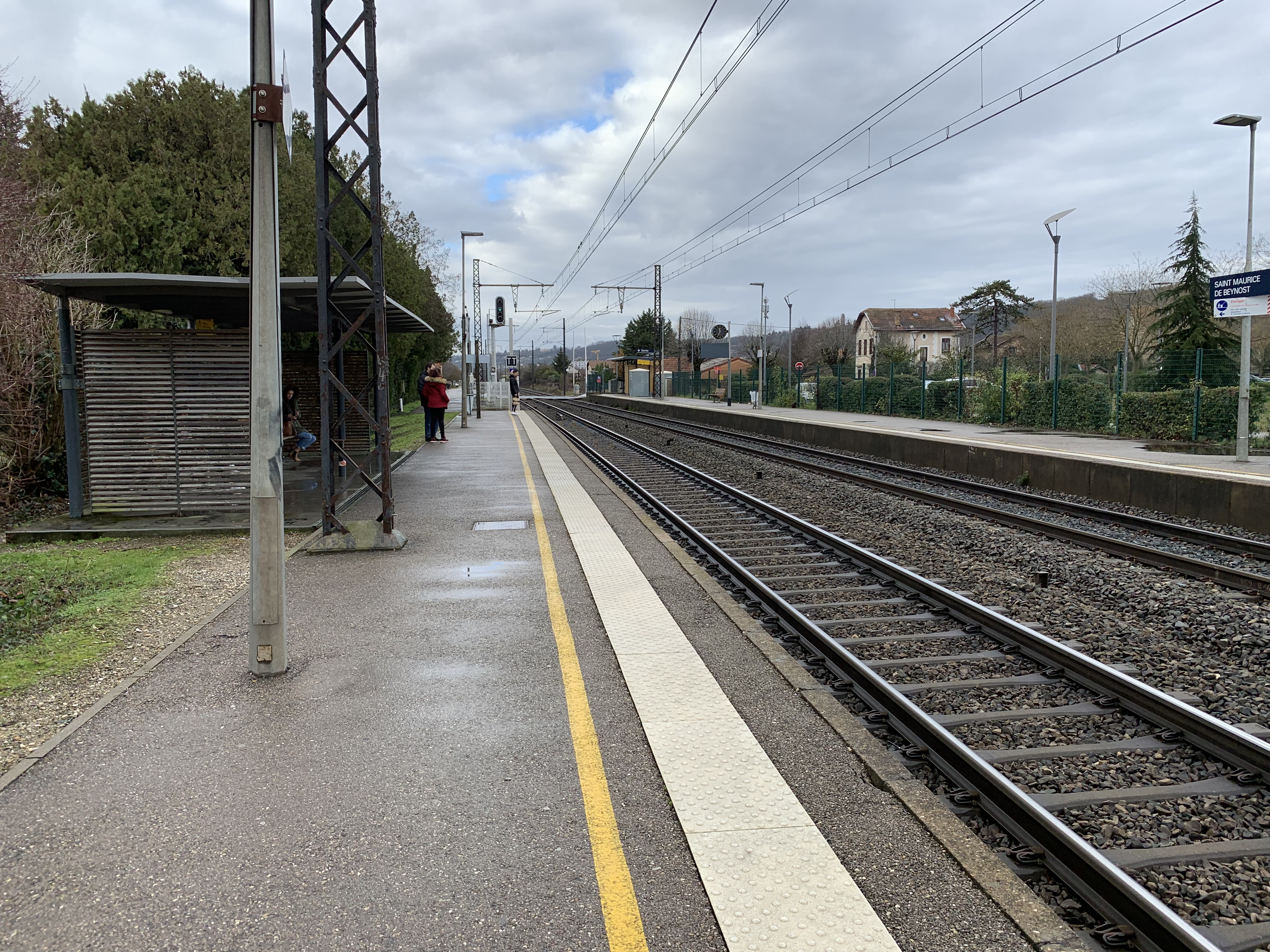
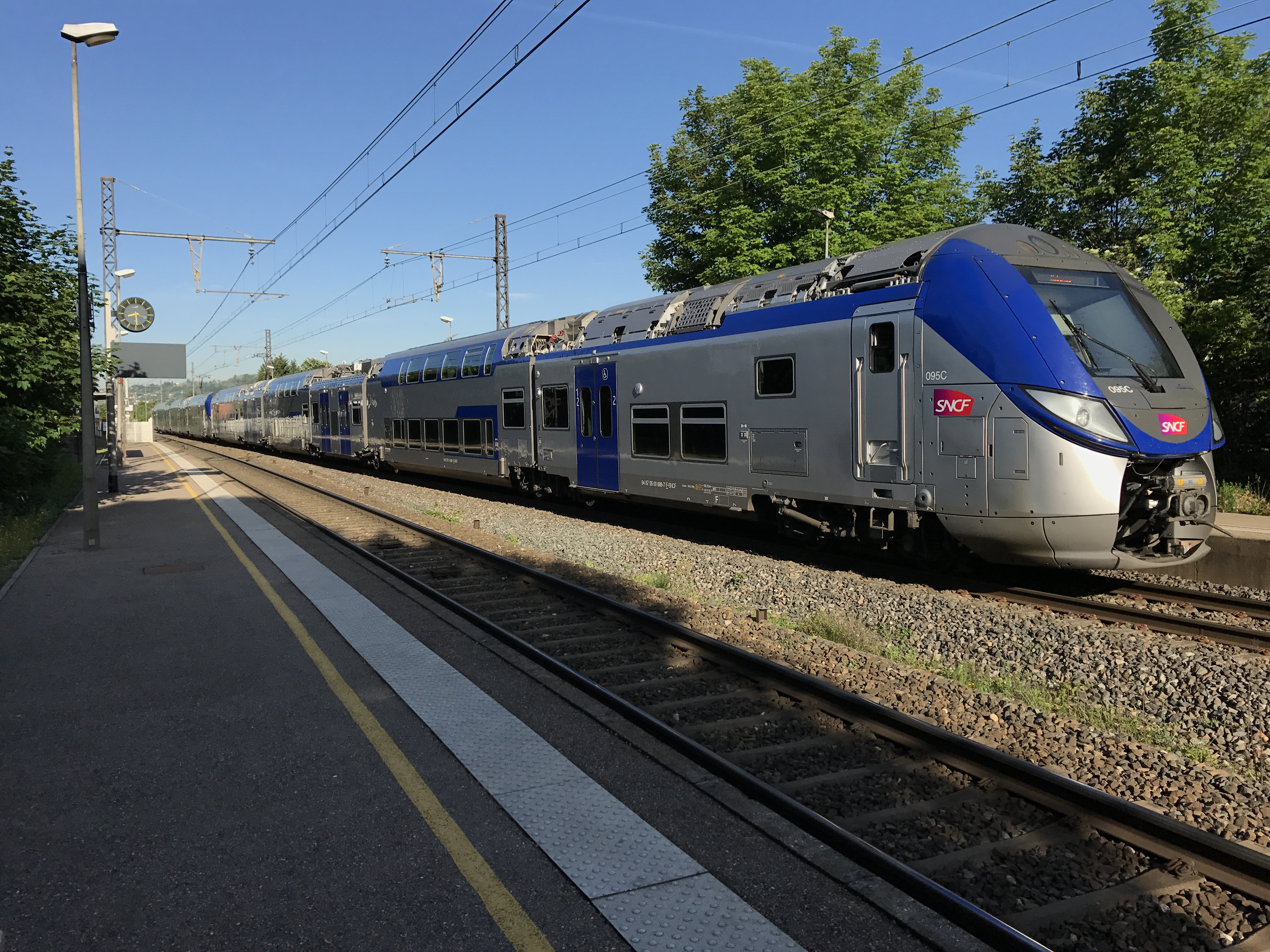
TER.
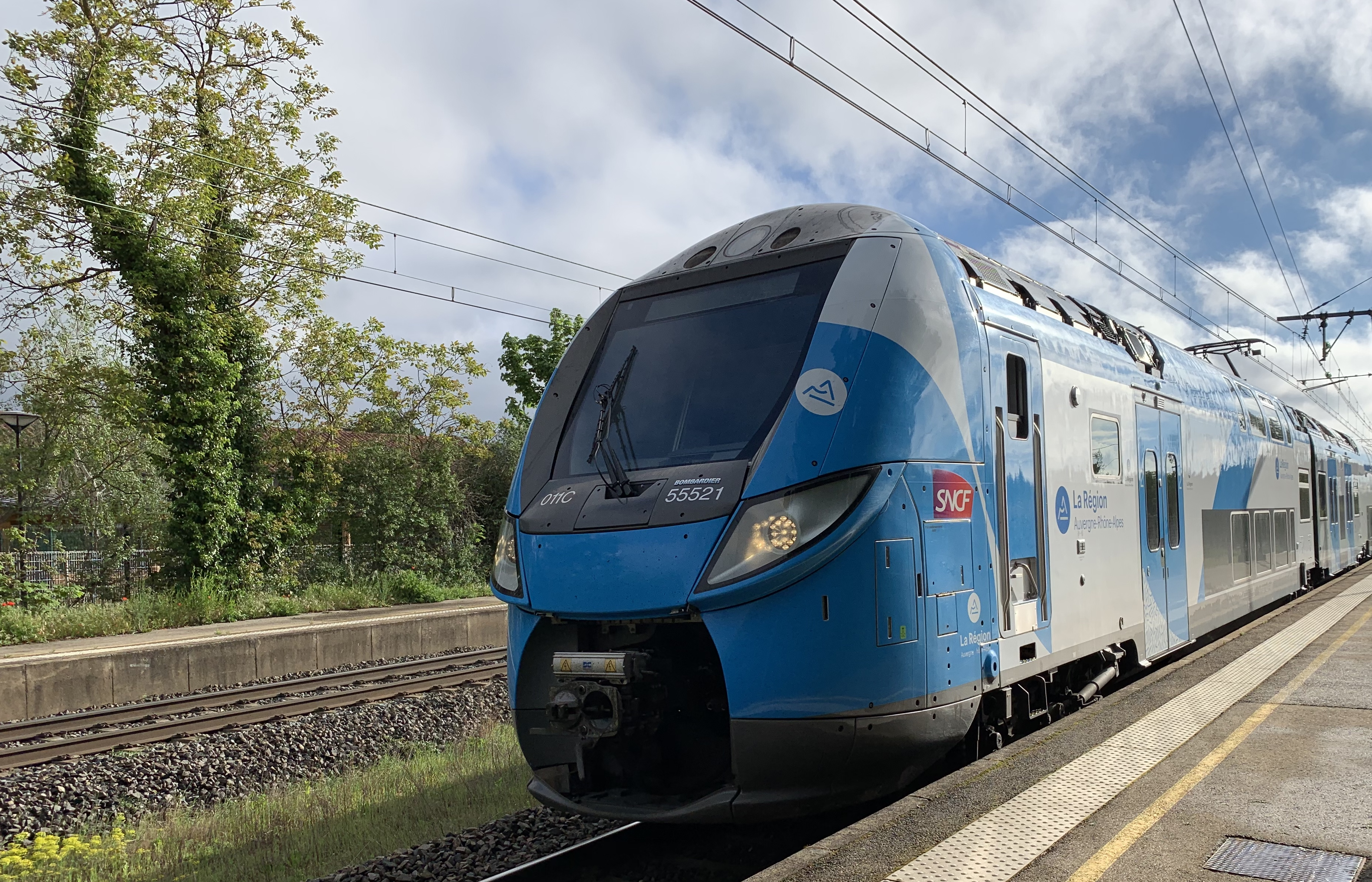
TER nouvelle rame.

### Intermodalité
Un parc à vélo et un parking pour les véhicules sont aménagés. Depuis février 2012, la ligne 2 du réseau de bus Colibri de la communauté de communes de Miribel et du Plateau a un arrêt à la gare de Saint-Maurice-de-Beynost.